# Cheilopogon spilonotopterus
Cheilopogon spilonotopterus es una especie de pez del género Cheilopogon, familia Exocoetidae. Fue descrita científicamente por Bleeker en 1865.
Se distribuye por el Indo-Pacífico hasta el Pacífico Oriental. También en aguas tropicales, incluidas las islas Ryūkyū, Taiwán y el Pacífico Oriental. La longitud estándar (SL) es de 38 centímetros. Habita en aguas costeras y oceánicas y se alimenta de zooplancton y pequeños peces. Puede alcanzar los 20 metros de profundidad.
Está clasificada como una especie marina inofensiva para el ser humano.